# 左雲県
左雲県（さうん-けん）は中華人民共和国山西省大同市に位置する県。

## 歴史
南北朝時代、北魏により武周県が設置されたが、北周により間もなく廃止された。
1449年（正統14年）、明朝により左雲川衛が設置される。清代になると1650年（順治7年）に左雲衛と改称、1725年（雍正3年）に左雲県に昇格した。
1949年から1952年にかけては察哈爾省の管轄とされた。1958年に廃止となり右玉県に編入されたが、1961年に再設置され現在に至る。

## 行政区画
- 鎮:雲興鎮、鵲児山鎮、店湾鎮
- 郷:管家堡郷、張家場郷、三屯郷、馬道頭郷、小京荘郷

## 名所
- 摩天嶺風景名勝区
- 八台教堂遺跡
- 万里の長城